# Hotel-Restaurant Erbprinz
Das Hotel-Restaurant Erbprinz ist ein Hotel in Ettlingen. Der zur Straße gelegene ältere Teil des Hauses, der heute eine Weinstube beherbergt, ist als stadtbildprägend eingestuft.

## Geschichte

### 18. Jahrhundert
Im Jahr 1788 bekam der damalige Ettlinger Posthalter Ignatz Stein für seine Poststation, die er später „Erbprinz“ nannte, die „Schildwirtschafts-Gerechtigkeit“ auf Lebenszeit und 1794 dann die „ewige Schildgerechtigkeit“ verliehen. Damit stand die Herberge nicht mehr nur Postreisenden, sondern jedermann offen. Stein konnte das Haus allerdings nicht lange wirtschaftlich führen, und er verkaufte es im Jahr 1798 an den Ettlinger Braumeister Krumb.

### 19. Jahrhundert
Ende des 19. Jahrhunderts wechselten Besitzer und Pächter des „Erbprinz“ häufig. 1878 wurde Eduard Williard Besitzer und Wirt, nach dessen Tod ging das Anwesen an seine Frau Amanda Williard über. Diese verpachtete das Lokal ab 1886 in kurzen Wechseln an verschiedene Pächter und verkaufte es schließlich 1892 an das Ehepaar Sulzer. Adam Sulzer führte Kunst und Kultur im „Erbprinz“ ein, was zusätzliche Gäste wie Vereine, Theatergruppen und Künstler anzog. Nach dem Tod seiner Frau verkaufte er die Gastwirtschaft an die Ettlinger Brauerei Huttenkreuz. Die Brauerei renovierte das Gasthaus von Grund auf und versuchte weiterhin, das Geschäft durch Veranstaltungen zu beleben. So richtete man erstmals im Jahr 1903 einen Fasnachtsball aus, der in den darauffolgenden Jahren unter dem Namen „Rattenball“ regional bekannt wurde.

### 20. Jahrhundert
Um 1900 kochte der junge Alfred Walterspiel im Erbprinz. Ab 1912 übernahm das Ehepaar Jacob und Julie Gietz das Gasthaus. Im Ersten Weltkrieg wurde Jacob Gietz die Leitung der Küche des Reservelazaretts und damit die tägliche Verpflegung von über 2.000 Verwundeten übertragen, die Küche des „Erbprinz“ übernahm seine Frau. Nach dem Tod von Jacob Gietz begann sein Sohn Helmuth Gietz im Jahr 1934 mit der Modernisierung des Hauses.
Das Hotel wurde durch den Zweiten Weltkrieg nicht beschädigt. Von 1945 bis Mitte 1946 wurde der „Erbprinz“ von der United Nations Relief and Rehabilitation Administration beschlagnahmt. Während dieser Zeit besuchte der spätere amerikanische Präsident „Ike“ Eisenhower das Restaurant zu einem Mittagessen. 1946 wurde das Hotel-Restaurant wiedereröffnet.
Nach 1948 erfreute sich der „Erbprinz“ zunehmender Beliebtheit. Fast alle Bundeskanzler und Bundespräsidenten zählte der „Erbprinz“ zu seinen Gästen, ebenso Mitglieder des europäischen Hochadels wie König Paul von Griechenland und Philip Mountbatten, Duke of Edinburgh, sowie Stars wie Maria Callas und Sophia Loren.
1967 gehörte das Restaurant Erbprinz unter Küchenchef Günther Wanka zu den ersten Häusern in Deutschland, die einen Stern im Guide Michelin erhielten, von 1974 bis 1978 unter Günther Wanka sogar noch einen zweiten. Bis 1990 erhielt das Restaurant wieder einen Stern. In der großen Zeit der 1960er und 1970er Jahren arbeiteten viele später bekannte Köche im Erbprinz, beispielsweise Lothar Eiermann, Hans Haas, Marc Haeberlin, Alfred Klink, Jörg Sackmann und Eckart Witzigmann.
Helmuth und seine Frau Annemarie Gietz übergaben die Geschäftsleitung des Hotels 1986 an Uschi und Lutz Werner und 1994 an Claire und Dieter Marschall. 1999 verkaufte Annemarie Gietz das Haus an den Hoteliers Bernhard Zepf, der es seitdem leitet.

### 21. Jahrhundert
2004 erhielt das Hotel nach Fertigstellung eines Hotelneubaus vom Deutschen Hotel- und Gaststättenverband die Klassifizierung als 5-Sterne Hotel.
2005 wurde das Restaurant unter Küchenchef Frank Oehler mit einem Michelin-Stern ausgezeichnet, der jedoch 2006 nicht mehr erteilt wurde. Seit 2012 wird das Restaurant Erbprinz unter Ralph Knebel wieder mit einem Michelinstern ausgezeichnet.
Das Hotel hat rund 120 Hotelzimmer, einen Wellnessbereich und vier Tagungsräume.